# روبيرتو بينيني
روبيرتو بينيني (بالإيطالية: Roberto Benigni) ممثل إيطالي من مواليد 27 أكتوبر 1952, فائز بجائزة أكاديمية عام 1998 كأفضل ممثل عن فيلم الحياة جميلة، كما فاز بنفس الفيلم على جائزة الأكاديمية البريطانية لفنون الفيلم والتلفزيون 1998 لأفضل ممثل، وجائزة سيزر 1999 لأفضل ممثل، وجائزة معهد الفيلم الأسترالي 1998 لأفضل ممثل أجنبي.
ظهر بينيني لأول مرة بتمثيله في فيلم بيرلينغوير، آي لاف يو لعام 1977، الذي كتبه أيضًا، وكان من إخراج جوزيبي بيرتولوتشي. ظهر بينيني لأول مرة بصفته مخرجًا في عام 1983 في فيلم المختارات يو أبسيت مي آند يو ديسترب مي، الذي ظهرت فيه زوجته نيكوليتا براشي لأول مرة. صنع بينيني عام 1986 فيلمه الأول باللغة الإنجليزية، داون باي لو (يسقط بالقانون)، من تأليف وإخراج جيم جارموش، وعمل معه بينيني في فليمين آخرين: نايت أون إيرث (ليلة على الأرض) (1991)، وكوفي أند سيغارتس (قهوة وسجائر) (2003).
لاقى بينيني استحسانًا عن فيلم ذا ليتل ديفل الذي أخرجه، وكتبه، وأدى دور البطولة فيه. صُوّر الفيلم في لقطات متناوبة باللغتين الإيطالية والإنجليزية، وشارك في بطولته الممثل الأمريكي والتر ماثو وَبراشي. استمر بينيني بتحقيق النجاح وتلقي الاستحسان مخرجًا فيلمَي جوني ستيكينو (1991) وذا مونستر، وأدى دور ابن المفتش كلوزو في سن أوف ذا بينك بانتر (1993)، وهو إنتاج مشترك أمريكي إيطالي صُوّر باللغة الإنجليزية، من إخراج بليك إدواردز.
كتب بينيني فيلم لايف إز بيوتيفول (الحياة جميلة) عام 1997 وأخرجه وأدى دور البطولة فيه، إذ فاز بجائزة الأوسكار لأفضل ممثل في حفل توزيع جوائز الأوسكار الحادي والسبعين (فاز الفيلم أيضًا بجائزة أفضل فيلم بلغة أجنبية). تلقت جهوده الإخراجية اللاحقة عن فيلمَي بينوكيو (2002)، الذي لعب فيه دور الشخصية الرئيسية، وذا تايغر آند ذا سنو، تقييمات متفاوتة.
في حين أنه لم يخرج أي فيلم آخر منذ عام 2005، استمر بينيني بالتمثيل على المسرح وفي الأفلام، وتجول في إيطاليا مع عرضه المنفرد  توتودانتي، ولعب دور البطولة في فيلمَي تو روم ويذ لاف (إلى روما مع الحب) (2012)، من إخراج وودي آلن، وبشخصية مستر غيبيتو في تعديل بينوكيو للمخرج ماتيو غاروني.

## النشأة
وُلد بينيني في مانشيانو لا ميسريكورديا (وهي فراتسيوني في كاستيجليون فيورنتينو)، وهو ابن إيسولينا بينيني، صانعة الأقمشة، ولويغي بينيني، بنّاء ونجار ومزارع. نشأ كاثوليكيًا وعمل صبي مذبح، وما زال يعتبر نفسه مؤمنًا. كانت أول تجاربه ممثلًا مسرحيًا في عام 1971، في براتو. انتقل إلى روما خلال ذلك الخريف حيث شارك في بعض العروض المسرحية التجريبية، التي أخرج بعضًا منها أيضًا. حقق بنيني أول نجاح مسرحي له في عام 1975 بمسرحية  سيوني ماريو دي غاسبيري فو جوليا، التي كتبها جوزيبي بيرتولوتشي.
أصبح بينيني معروفًا على نطاق واسع في إيطاليا في سبعينيات القرن الماضي بمسلسل تلفزيوني اسمه أوندا ليبرا، على قناة آر إيه آي 2، أنتجه رينزو أربوري، والذي فسر فيه المقطوعة  الساخرة من نشيد تطهير الجسم (أغنية علمية عن متعة التغوط).علقت الرقابة المسلسل بسبب الفضيحة الكبيرة في ذلك الوقت. كان فيلمه الأول بيرلينغوير، آي لاف يو عام 1977، الذي أخرجه أيضًا بيرتولوتشي.
ازدادت شعبيته من خلال برنامج لاترا دومينيكا، وهو برنامج تلفزيوني آخر للمنتج أربوري، مثل فيه بنيني دور ناقد سينمائي كسول لا يشاهد الأفلام التي يُطلب منه مراجعتها. أعطاه برناردو بيرتولوتشي بعد ذلك دورًا صغيرًا صامتًا كمنجد نوافذ في فيلم لا لونا الذي كان توزيعه الأمريكي محدودًا بسبب موضوعه.

## الحياة المهنية
التقى بالممثلة نيكوليتا براشي في مدينة تشيزينا عام 1980، التي أصبحت زوجته ولعبت دور البطولة في معظم الأفلام التي أخرجها.
ظهر في مظاهرة سياسية عامة أقامها الحزب الشيوعي الإيطالي في يونيو عام 1983، وكان متعاطفًا معه، وفي هذه المناسبة، رفع واحتضن الزعيم الوطني للحزب، إنريكو برلينغوير. كان هذا التصرف غير مسبوق، لأن الساسة الإيطاليين كانوا حتى تلك اللحظة على قدر لا مثيل له من الجدية والرسمية. فُرضت الرقابة على بينيني مرة أخرى في الثمانينيات لدعوته البابا يوحنا بولس الثاني بشيء غير مهذب في أثناء عرض تلفزيوني حي مهم.
فيلم بينيني الأول كمخرج هو يو أبسيت مي في عام 1983. وفي هذا الفيلم تعاون لأول مرة مع براشي.
لعب دورًا في فيلم نوثينغ ليفت تو دو بَت كراي مع الممثل الهزلي ماسيمو ترويزي عام 1984. كانت القصة خرافة، يعود أبطالها بالزمن إلى الوراء إلى القرن الخامس عشر، قبل عام 1492 بقليل. يبدؤون البحث عن كريستوفر كولومبوس لمنعه من اكتشاف الأميركتين (لأسباب شخصية جدًا)، لكن لا يستطيعون الوصول إليه.

## روابط خارجية
- روبيرتو بينيني على موقع IMDb (الإنجليزية)
- روبيرتو بينيني على موقع الموسوعة البريطانية (الإنجليزية)
- روبيرتو بينيني على موقع روتن توميتوز (الإنجليزية)
- روبيرتو بينيني على موقع مونزينجر (الألمانية)
- روبيرتو بينيني على موقع ألو سيني (الفرنسية)
- روبيرتو بينيني على موقع ميوزك برينز (الإنجليزية)
- روبيرتو بينيني على موقع تيرنر كلاسيك موفيز (الإنجليزية)
- روبيرتو بينيني على موقع أول موفي (الإنجليزية)
- روبيرتو بينيني على موقع بوكس أوفيس موجو (الإنجليزية)
- روبيرتو بينيني على موقع قاعدة بيانات الأفلام السويدية (السويدية)